# ГЕС Cángmù
ГЕС Cángmù (藏木水电站) — гідроелектростанція на заході Китаю у провінції Тибет. Станом на другу половину 2010-х є єдиним реалізованим проєктом із запланованого китайцями потужного каскаду на річці Ярлунг-Зангбо (верхня течія Брахмапутри).
У межах проєкту річку перекрили бетонною гравітаційною греблею висотою 116 метрів, довжиною 388 метрів та шириною від 19 (по гребеню) до 76 (по основі) метрів. Вона утримує водосховище з об'ємом 86,6 млн м3 (під час повені може зростати до 93 млн м3) та нормальним рівнем поверхні на позначці 3310 метрів НРМ.
Пригреблевий машинний зал обладнали шістьома турбінами типу Френсіс потужністю по 85 МВт, які використовують напір у 54 метри та забезпечують виробництво 2,5 млрд кВт·год електроенергії на рік.